# Carla Sehn
Carla Helena Sehn, född 1 augusti 1994 i Stockholm, är en svensk skådespelare. 

## Biografi
Carla Sehns föräldrar kom från Polen till Sverige under 1980-talet. Sehn började som sjuåring vid Lilla Akademiens Musikskola i Stockholm. Sehn är utbildad vid Stockholms konstnärliga högskola (SKH) och examinerades våren 2019. Hon har även studerat en kortare period vid Handelshögskolan i Stockholm och läst psykologi i England.
Hennes skådespelarkarriär inleddes när hon i åttaårsåldern upptäcktes av ett castingteam som besökte skolan. Det resulterade i att hon fick en roll i Ibsens Ett dockhem som sattes upp på Kulturhuset Stadsteatern i Stockholm med skådespelare som Helena Bergström, Kjell Bergqvist och Sven Wollter.
Hon blev uppmärksammad under sin utbildning då hon tog emot priset för Bästa skådespelarinsats på Sveriges Kortfilmfestival för rollen Ania i Half Brother (2017). Inför Guldbaggegalan 2022 nominerades Sehn i kategorin Bästa kvinnliga biroll för sin insats i Sagan om Karl-Bertil Jonssons julafton.

## Utmärkelser
- 2017 – Vinnare av priset för Bästa Skådespelarinsats på Sveriges Kortfilmfestival[4] för rollen Ania i Half Brother (2017).
- 2022 – Nominerad till Guldbaggen för bästa kvinnliga biroll i Sagan om Karl-Bertil Jonssons julafton (film, 2021)[5] för rollen Beata.
- 2023 – Nominerad till Guldbaggen för bästa kvinnliga biroll i Stammisar för rollen Stella.

## Filmografi (i urval)
- 2006–2007 – Fredagsröj (TV-program)
- 2009 – Guds tre flickor (TV-serie)
- 2017 – Half Brother (kortfilm)
- 2019–2021 – Älska mig (TV-serie)
- 2020 – Kärlek & anarki (TV-serie)
- 2021 – Sjukt (TV-serie)
- 2021 – Sagan om Karl-Bertil Jonssons julafton
- 2021 – Tills solen går upp
- 2021 – Folk med ångest (TV-serie)
- 2022 – Stammisar
- 2022 – Vuxna människor
- 2025 – Åremorden (TV-serie)
- 2025 – Halva Malmö består av killar som dumpat mig (TV-serie)

## Teaterroller i urval
| År   | Roll                      | Produktion                                         | Regi                  | Teater                         |
| ---- | ------------------------- | -------------------------------------------------- | --------------------- | ------------------------------ |
| 2018 |                           | Departure: Cabaret surkål                          |                       | Stockholms dramatiska högskola |
| 2019 |                           | På tunn is                                         |                       | Uppsala stadsteater            |
| 2022 | En syster En annan syster | Tid för glädje (Tid for glede) Arne Lygre          | Stéphane Braunschweig | Dramaten                       |
| 2024 | Irina                     | Tre systrar (Три сeстры, Tri sestry) Anton Tjechov | Eirik Stubø           | Kulturhuset Stadsteatern       |